# Holascus ancoratus
Holascus ancoratus är en svampdjursart som först beskrevs av Lendenfeld 1915.  Holascus ancoratus ingår i släktet Holascus och familjen Euplectellidae. Inga underarter finns listade i Catalogue of Life.